# Lejonbacken
Lejonbacken (švedsko za 'Levje pobočje') je sistem klančin, ki vodijo do severnega vhoda v kraljevo palačo v Stockholmu na Švedskem. Zgrajene so bile v 1780-ih, poimenovane po paru izklesanih medičejskih levov, ki so bili vidno izpostavljeni na kamnitih ograjah klančin.

## Okolica
Z vrha med klančinami se odpira panoramski pogled na veličasten most Norrbro, ki se razteza čez parlamentarni otok Helgeandsholmen do trga Gustav Adolfstorg, ob katerem stojita Kraljeva opera in tako imenovana Palača dednega princa, v kateri domuje ministrstvo za zunanje zadeve. Most naj bi se prvotno podaljšal približno deset kilometrov severneje do kraljevih vrtov v Hagi, kjer kraljeva palača ni bila nikoli zgrajena. Vzhodna klančina vodi do Strömbrona in Skeppsbrona, zahodna pa do Mynttorgeta, medtem ko pomol Slottskajen poteka pod celotno kompozicijo vzdolž kanala Stallkanalen.
V severovzhodnem krilu palače je Muzej starin Gustava III. Odprt je bil leta 1794 in je tako eden najstarejših muzejev na svetu. Razstavlja več kot 200 skulptur in starin, ki jih je kralj Gustav III. Švedski zbral med potovanjem po Italiji, tako kot so bile prvotno razstavljene.
Pod klančinami je muzej Tre Kronor. Ko je bil odprt leta 1999, je nadomestil starejši in veliko manjši muzej. Razstavlja zgodovino in arheološke ostanke srednjeveškega gradu, prvotno zgrajenega v 13. stoletju in starejšega od sedanje palače. Znotraj pet metrov debelih srednjeveških zidov in pod velikimi opečnatimi oboki so zgodovinski predmeti in sodobni modeli, ki pripovedujejo razvoj palače od njenega vikinškega izvora v 10. stoletju.

## Zgodovina
Klančine za severno pročelje so bile prvotno vključene v predloge za obnovo srednjeveškega gradu Tre Kronor sredi 17. stoletja, na fasadah iz 1690-ih pa so bili upodobljeni tudi levi. Čeprav je bila stara palača v uničujočem požaru 7. maja 1697 popolnoma uničena, je bil hitro izdelan nov predlog za severno pročelje, ki je klančine predstavil večinoma v sedanji obliki. Deli klančin ob fasadi so bili hitro dokončani, levi in njihovi podstavki pa so bili nameščeni leta 1704. Dela na spodnjih stranskih delih pa so se začela šele po Norrbroju, mostu, ki se razteza severno od palače, leta 1807, in so bila končana šele v letih 1826–1834, ko je bila izvedena zadnja faza gradnje po načrtih Pera Axela Nyströma (1793–1868).
Modele za bronaste leve je leta 1700 dokončal francoski kipar Bernard Foucquet mlajši (1640–po 1711). Foucquet je kot prototipe za naročilo uporabil kamnite leve iz Vile Medičejcev v Rimu, medtem ko je morala krona staliti skulpture, vzete iz gradu Kronborg na Danskem, da je sestavila potrebno količino brona.
Za palačo je bila uporabljena široka paleta kamnin iz različnih regionalnih virov, kar je opazno na severni strani, kjer je za podstavke in ograje uporabljena težko obdelovana, a bolj odporna kamnina (npr. tako imenovani Stockholmsgranit, mlajši granit, ki ga zlahka najdemo okoli prestolnice, sive ali rdeče barve), in manj kompaktna kamnina, ki jo je lažje obdelovati, a je manj odporna za bolj dovršene detajle – peščenjak iz Gotlanda za okraske in letve ter marmor iz Kolmårdena za balustrade in stebričke. Prvotne načrte kralja Karla XIII., da bi za severno fasado uporabil granit, je dokončno dokončal kralj Karel XIV. Janez Švedski, pri čemer je uporabil kamen severno od mesta in iz palače Gustava III. v Hagi, ki ni bila nikoli dokončana.
Dva stebra, ki obdajata osrednji vhod, sta visoka šest metrov in izklesana iz enega samega bloka. Ob prihodu v prestolnico sta pustila trajen vtis in sta bila arhitektu v ponos, ko sta bila postavljena leta 1695 (dve leti pred velikim požarom). Štirikotne podstavke pa so sredi 19. stoletja nadomestili z barvanim litim železom.
Leta 2000 so po arheoloških izkopavanjih pod klančinami odkrili javno stranišče iz sredine 18. stoletja, verjetno najstarejše v mestu. Predhodnik sodobnega stranišča je za odstranjevanje odpadkov uporabljal vodo iz kanala, ki je tekel pred palačo.
Leta 2006 je bila stara fasadna razsvetljava zamenjana z novo, kar je podvojilo količino svetlobe, hkrati pa znatno zmanjšalo potrebno energijo in dalo večji poudarek podrobnostim in odtenkom.